# Руссильон (регион)

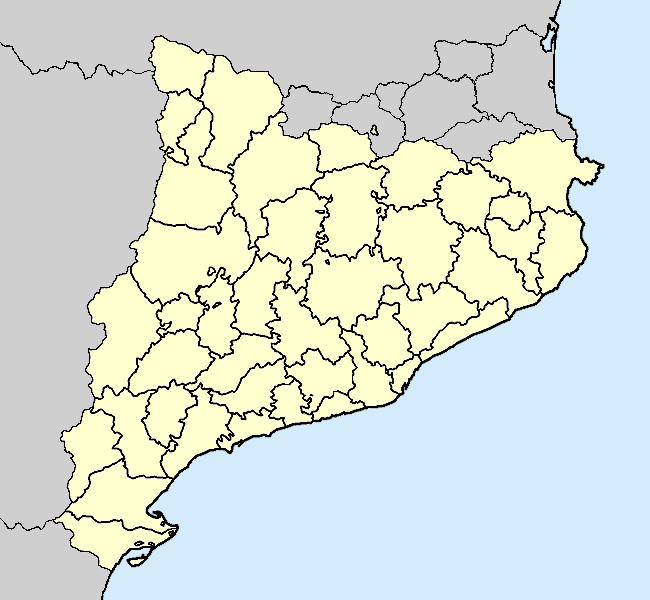
Карта Каталонии и исторических районов

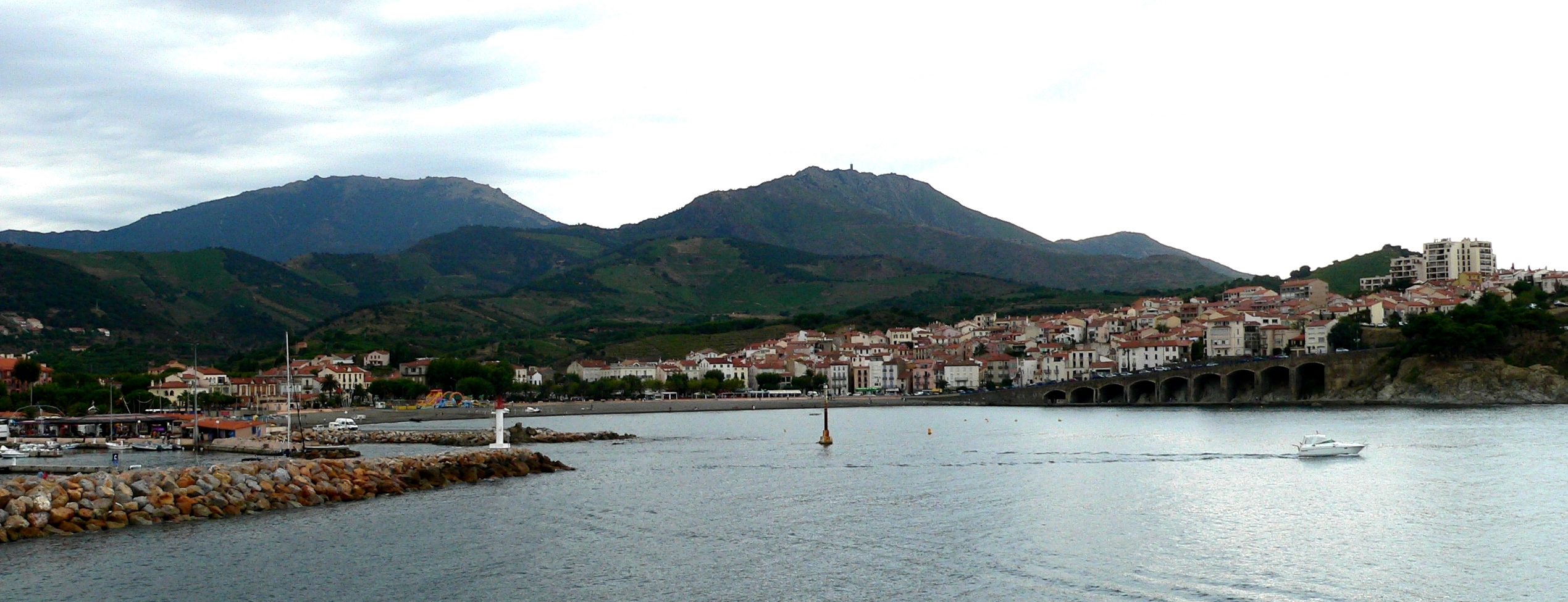
Баньюльс-сюр-Мер

Руссильо́н (кат. Rosselló [rusəˈʎo], фр. Roussillion [ʁu.si.jɔ̃], окс. Rosselhon [rusəˈʎon]) — исторический район (комарка) Каталонии, который сейчас находится на территории современного французского департамента Восточные Пиренеи. Перпиньян, крупнейший город и столица, является также крупнейшим городом Северной Каталонии. Граничит с каталонскими районами Альт-Эмпорда, Валеспир и Конфлан, а также с окситанскими районами Фенулледа и Корбьер. Руссильон имеет общую площадь 1498 км². В 1990 году в Руссильоне проживало 303 850 человек, с плотностью населения 202,8 человек на км².
Существует поговорка «Al Rosselló a cada mata, un traïdor», что можно перевести как «В Руссильоне, возле каждого кустарника/леса предатель».

## Этимология
Название Руссильон происходит от Рускино, названия доримского поселения, существовавшего в данном районе возле устья реки Тет, чьи руины сохранились под названием Шато-Руссильон. В 1168 году документирован как Rosseilon (Alart, RLR III, 290), в 1172 году как Rossilion (Repertori toponímic de Pere Ponsich, 1980, 49).
Название Руссильон было выбрано французским правительством для обозначения всей территории Северной Каталонии (Catalunya del Nord, Catalunya Nord или Catalogne (du) Nord), также называемой Французской Каталонией (Catalogne française), хотя в действительности Руссильон является лишь одним из пяти исторических районов (Альта-Серданья, Валеспир, Капсир, Конфлан и Руссильон) этого региона. До 2015 года Северная Каталония, занимающая почти всю территорию департамента Восточные Пиренеи (Pyrénées-Orientales), входила в состав административного региона Лангедок-Руссильон (Languedoc-Roussillon). После территориальной реформы регионов 2016 года регион Лангедок-Руссильон был объединён с регионом Юг-Пиренеи и переименован в Окситанию, вопреки воле большинства северо-каталонцев, так как новое наименование Окситания не отображает каталонскую часть региона. Многие северо-каталонские районы, отстаивая присутствие термина català (каталонский) в названии нового региона, добавили табличку País català (каталонская Земля/Территория) к официальным табличкам с названием населённых пунктов у въезда в посёлки.

## История
Недавние находки свидетельствуют о присутствии человека в районе Рускино со времён неолита, хотя первые постоянные поселения зарегистрированы лишь в конце VI века до н. э.
На протяжении веков Руссильон, в зависимости от периода, являлся частью более значительного по территории или мощи региона и был известен под следующими названиями:
- Нарбонская Галлия (121 год до н. э. — V век н. э.)
- Септимания (418 — 844)
- Готия (790 — 987)
- Графство Руссильон (759 — 1172)
- Королевство Мальорка (1231 — 1344 (1707))
- Провинция Руссильон (1659 — 1790)
- Финансовый округ Перпиньян (1660 — 1784)
- Восточные Пиренеи (создан 4 марта 1790 года) в составе региона Лангедок-Руссильон (1974 год — 2015 год)
- Восточные Пиренеи в составе региона Окситания (с 1 января 2016 год года)

Руссильон, вместе с другими районами Северной Каталонии (Альта-Серданья, Валеспир, Капсир и Конфлан), был отделён от остальной Каталонии в XVII веке в результате поражения Каталонии в войне жнецов. После подписания Пиренейского мирного договора 7 ноября 1659 года Испания была обязана сдать Северную Каталонию Франции, что означало четвертование Каталонского княжества.
На сегодняшний день этот регион имеет много общего с Каталонией.
- язык (каталанский) (около 43% жителей Восточных Пиренеев говорят либо понимают каталанский язык);
- культура: общий фольклор, такой как сардана, а также кухня, флаг, общий для Арагонской короны и её зоны влияния;
- отдых: спортивные клубы, каталонские горы и др.

## Физико-географическая характеристика
Руссильон — равнина, окружённая горами и морем, также как и равнина близнец Эмпорда, что порождает множество различных ландшафтов и своеобразных субрайонов:
- Руссильонская или Перпиньянская равнина — район вокруг столицы района.
- Рибераль де ла Тет — часть равнины, которая находится возле реки Тет, между Перпиньяном и Конфланом; район традиционно занимается орошением.
- Саланка простирается между озером Лёкат на северной границе района и рекой Тет и обязан своим названием наличию соляных корок в почве. Серьёзной проблемой является риск засоления водоносных горизонтов из-за их чрезмерной эксплуатации, вызванной туризмом.
- Аспрес, сланцевые и округлые горы, которые делают переход между равниной и горой Каниго. В топонимической номенклатуре Северной Каталонии (Nomenclàtor toponímic de la Catalunya del Nord) 2007 года[3] этот субрайон был повышен до категории района.
- Корбьер, единственный свидетель Северных Пиренеев в Каталонии, формирует сухой пейзаж из-за влияния ветра трамонтана и известняковой природы породы, что приводит к карстовому моделированию, в результате которого теряется вода. Этот субрайон разделён между Руссильоном, Фенулледой и небольшой частью Ода.
- Прибрежные районы Маренды, также называемой Кот-Вермей; то есть, Колльур, Баньюльс-сюр-Мер, Портвендрес и Сербер. Аржелес-сюр-Мер, включает в себя как часть Маренды, так и часть Руссильонской равнины.
- Альбера — зона вокруг одноимённого массива.

## Субмуниципальные образования
Субмуниципальные образования, существующие в Руссильоне:
Средиземноморский метрополис Перпиньян и следующие субмуниципальные образования:
1. Альберес
2. Аспрес
3. Ривезальтес-Агли-Манадель
4. Руссильон Юг
5. Руссильон Конфлан
6. Кот-Вермей
7. Сектор Иллиберис
8. Саланка-Средиземноморье

## Галерея

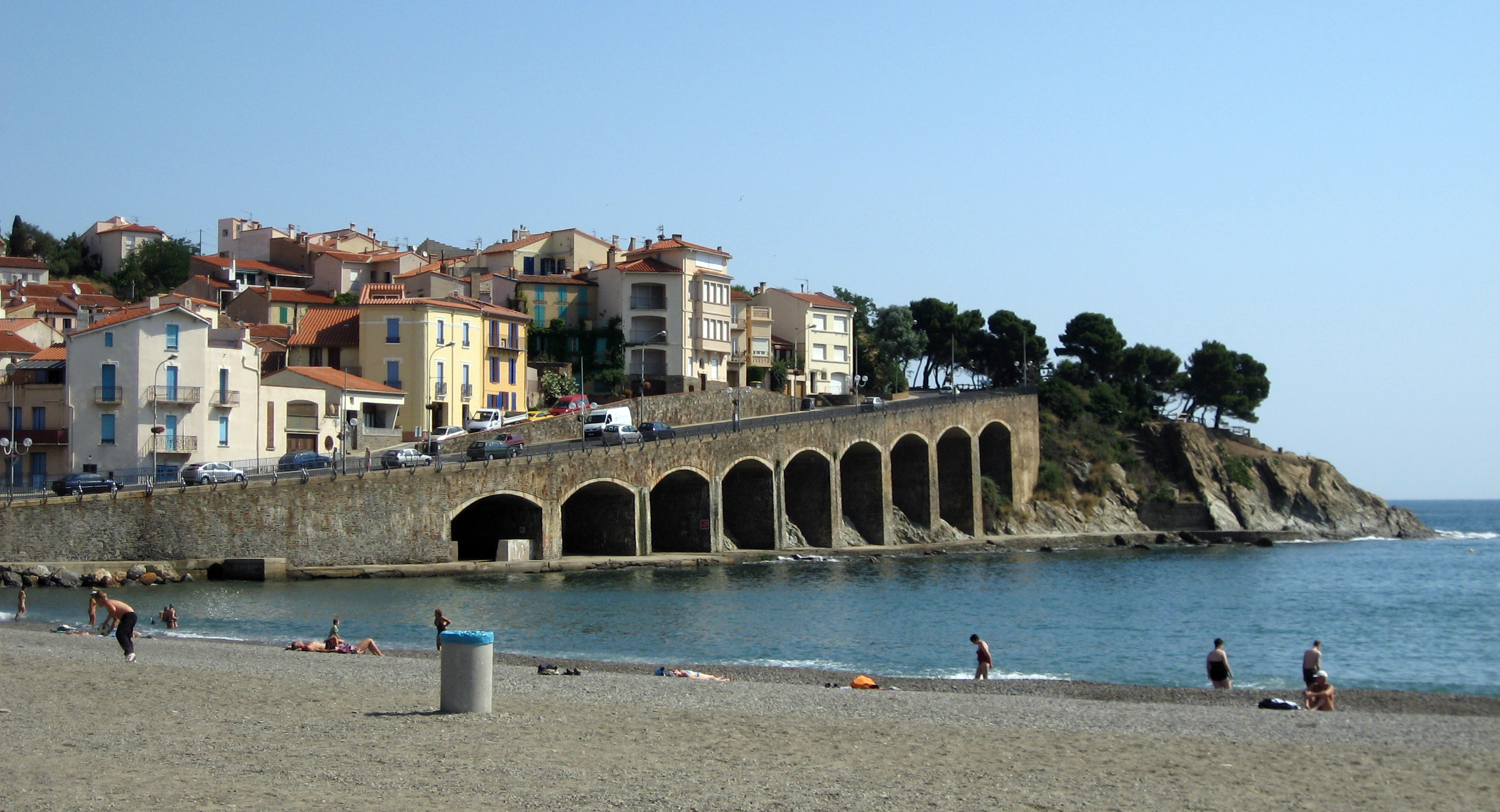
Баньюльс-сюр-Мер
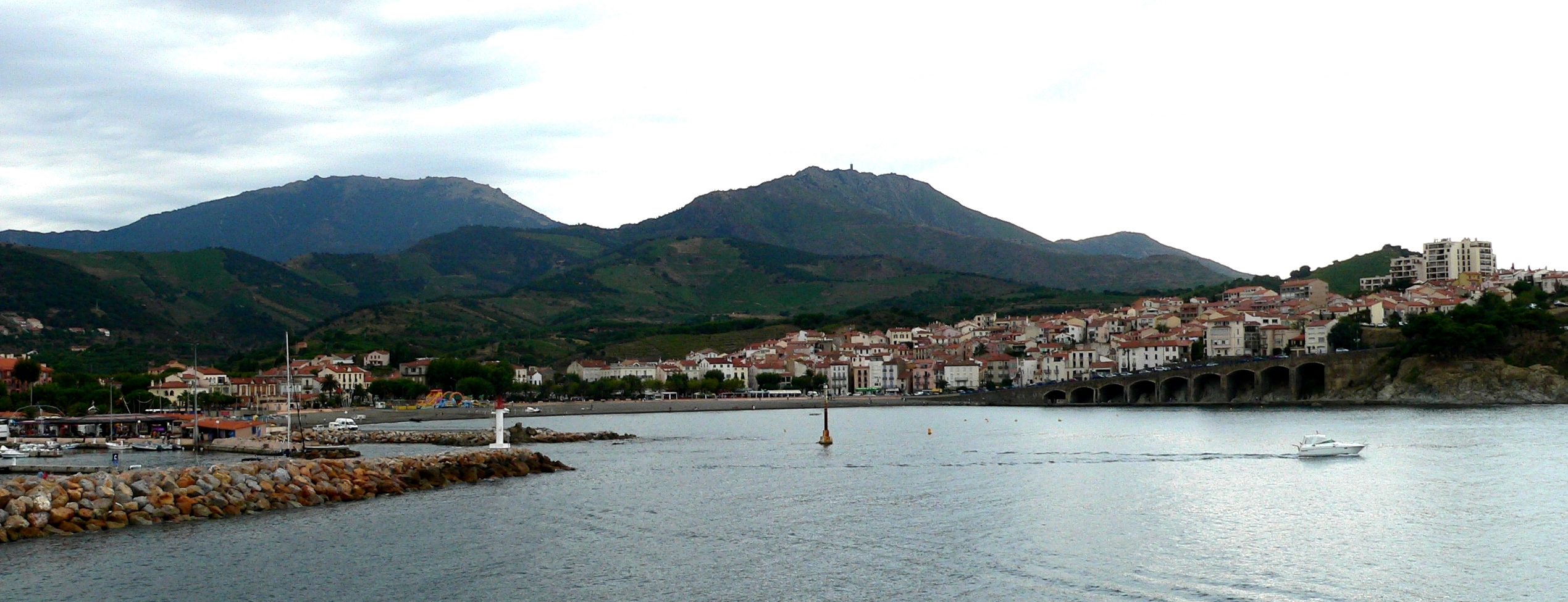
Баньюльс-сюр-Мер
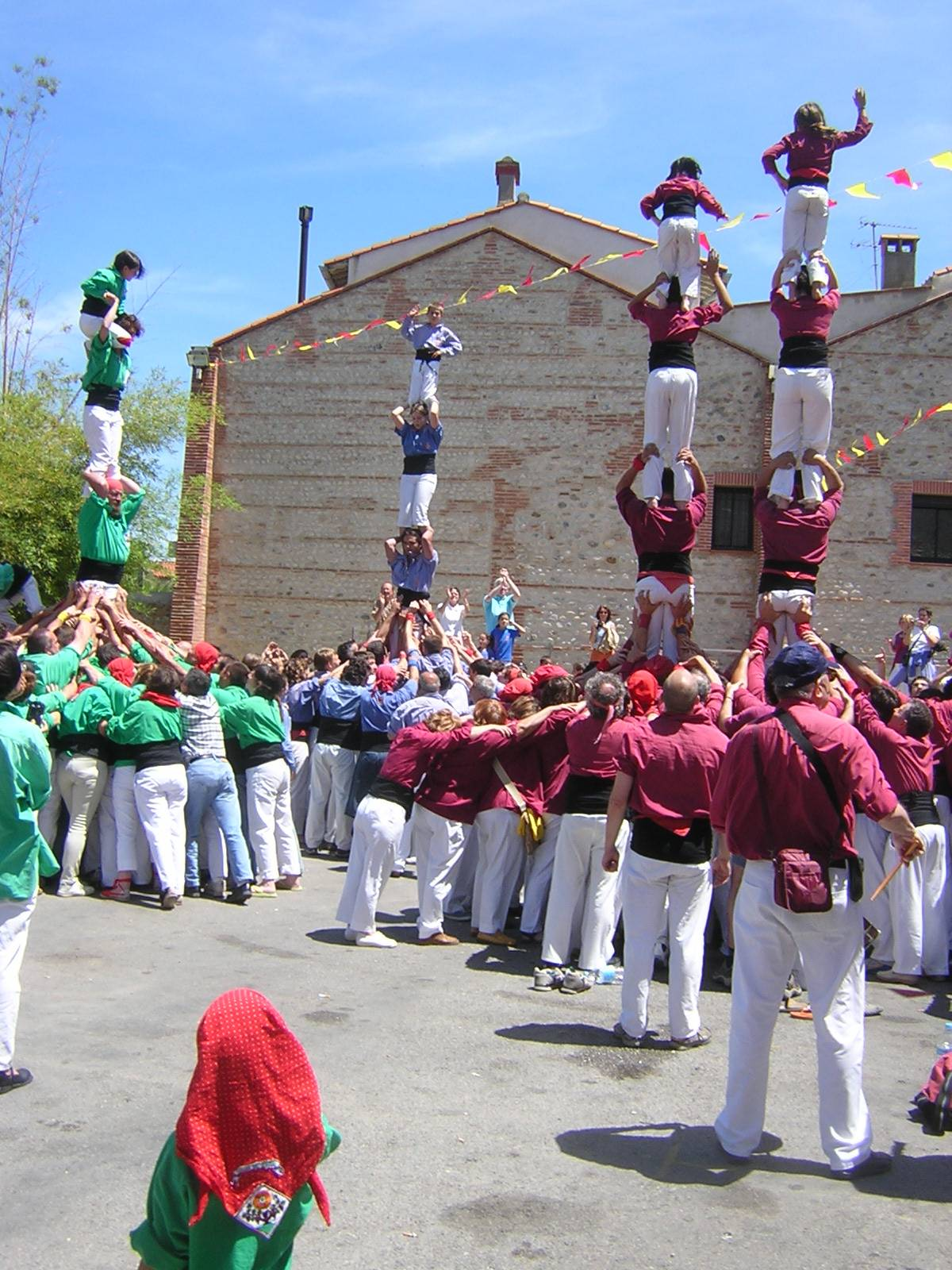
Живые замки в Бао
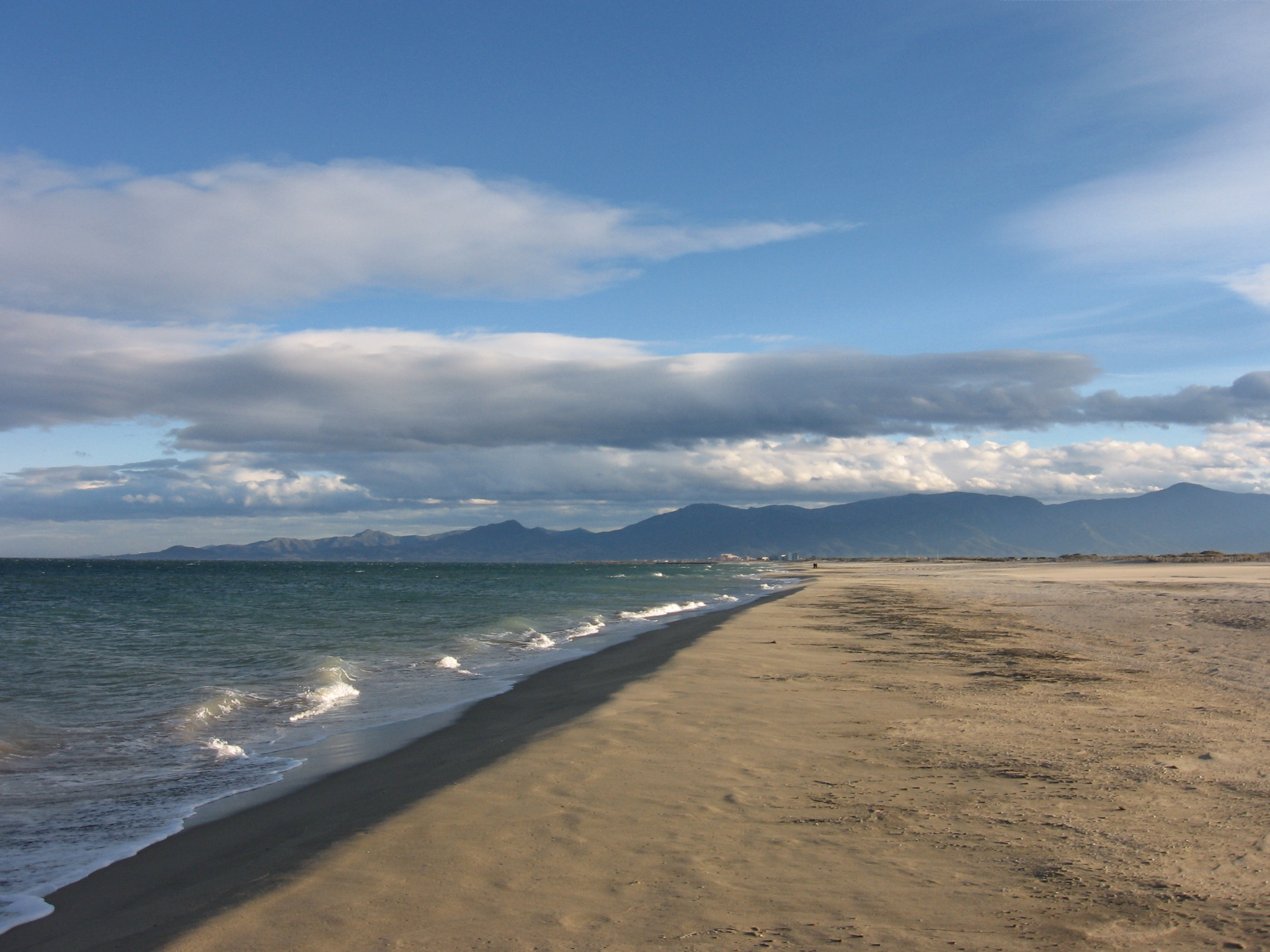
Пляж в Кане-ан-Руссийон
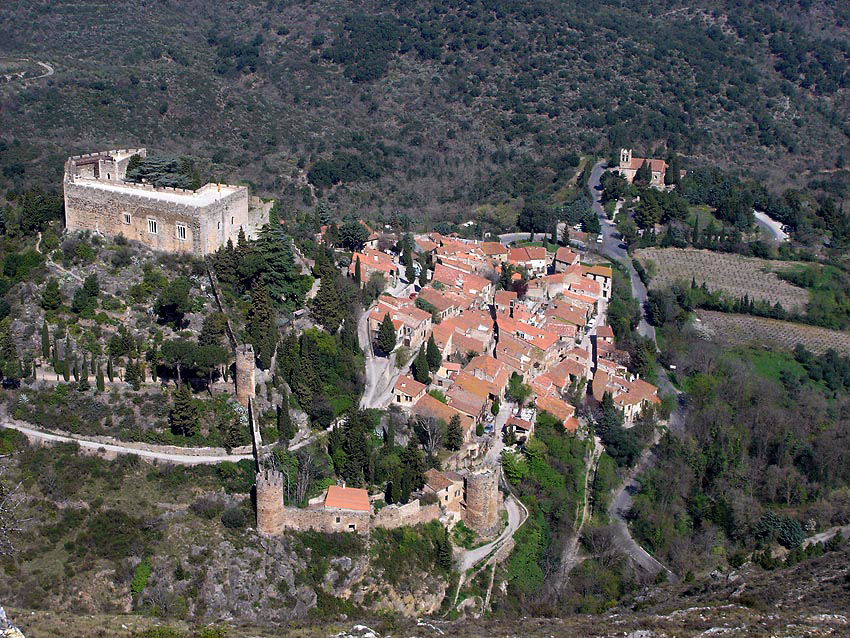
Кастельноу-делс-Аспрес в районе Элс-Аспрес
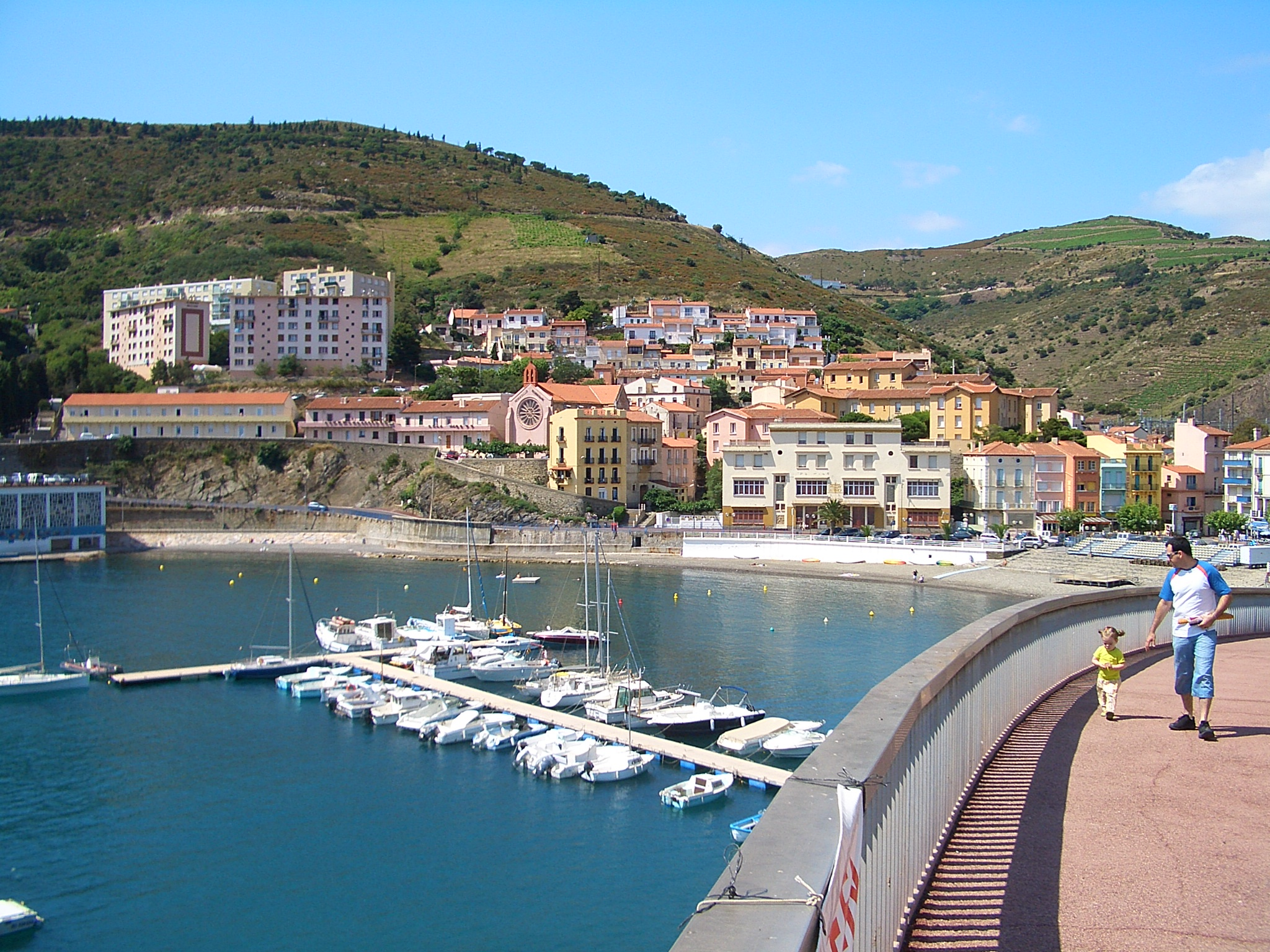
Сербер
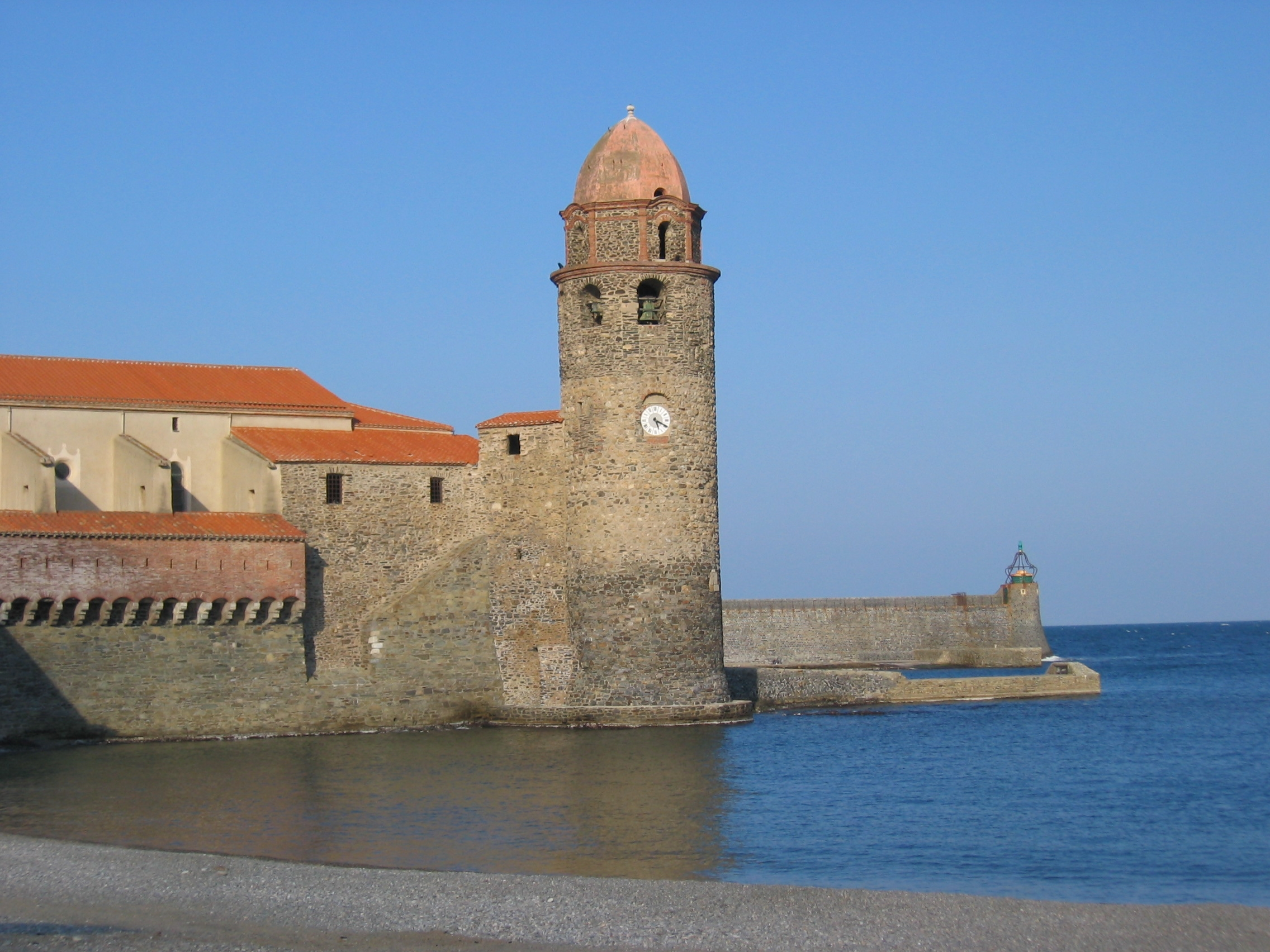
Колльур
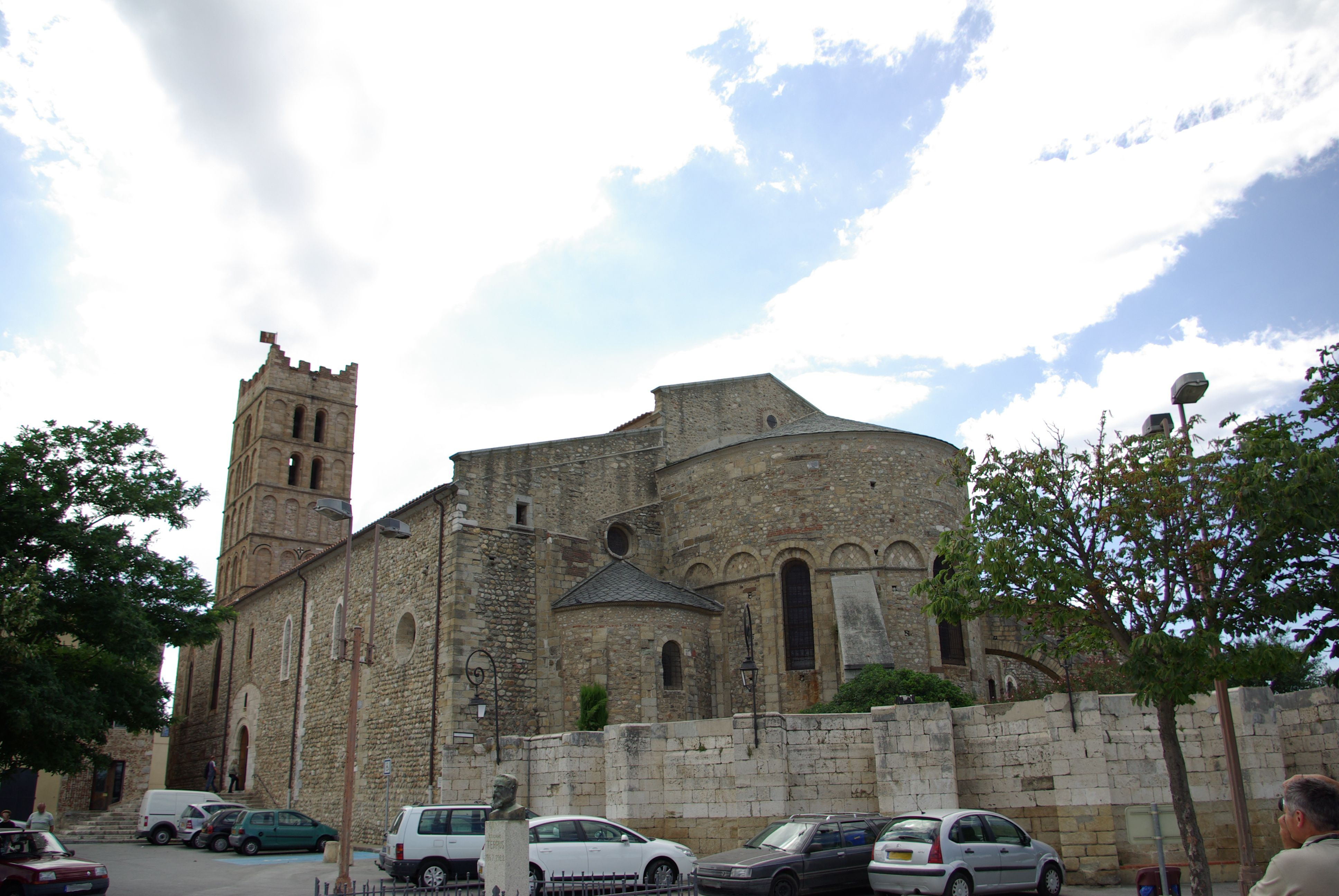
Кафедральный собор Святой Эулалии и Святой Юлии в Эльне
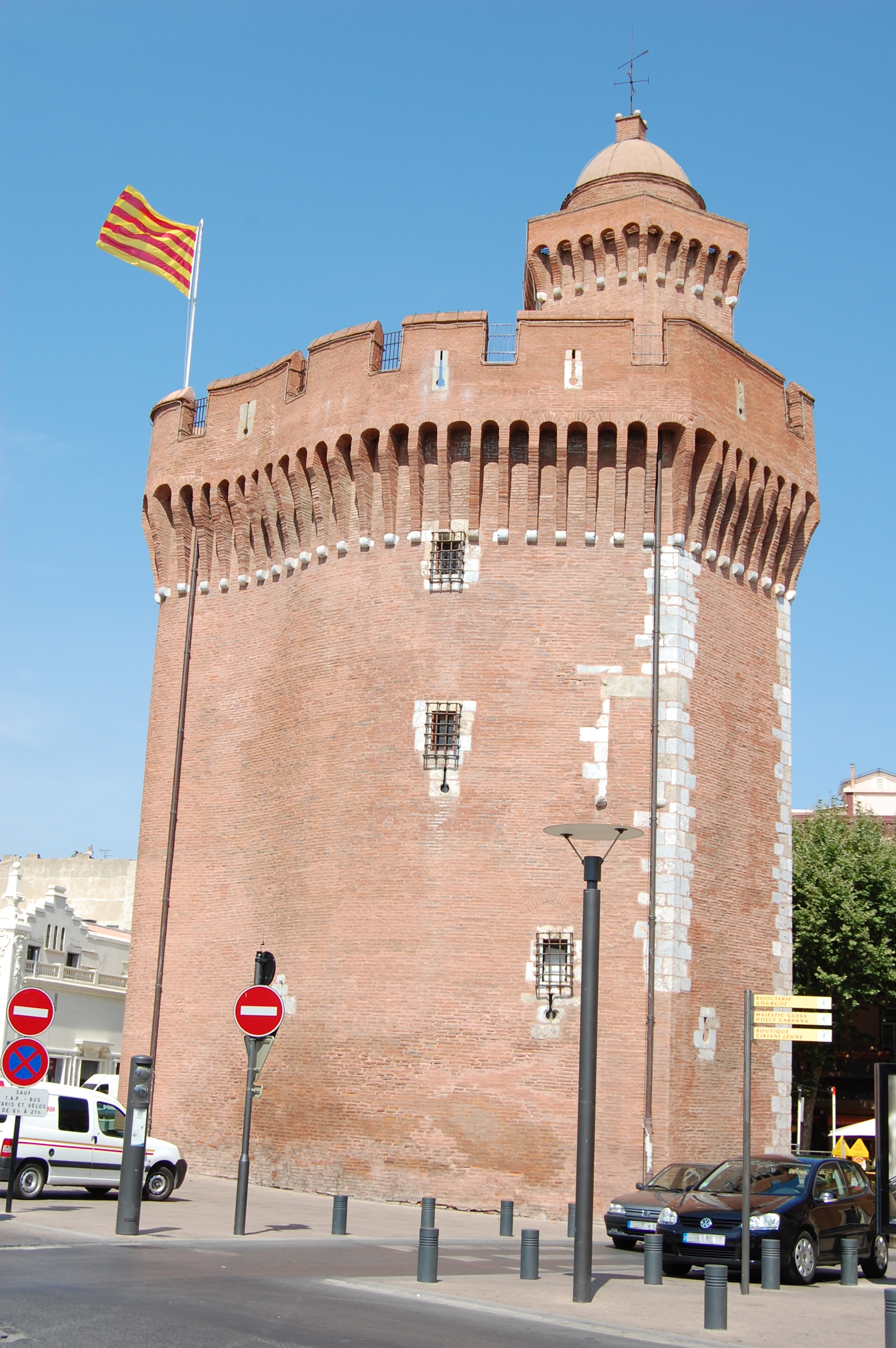
Кастелет в Перпиньяне
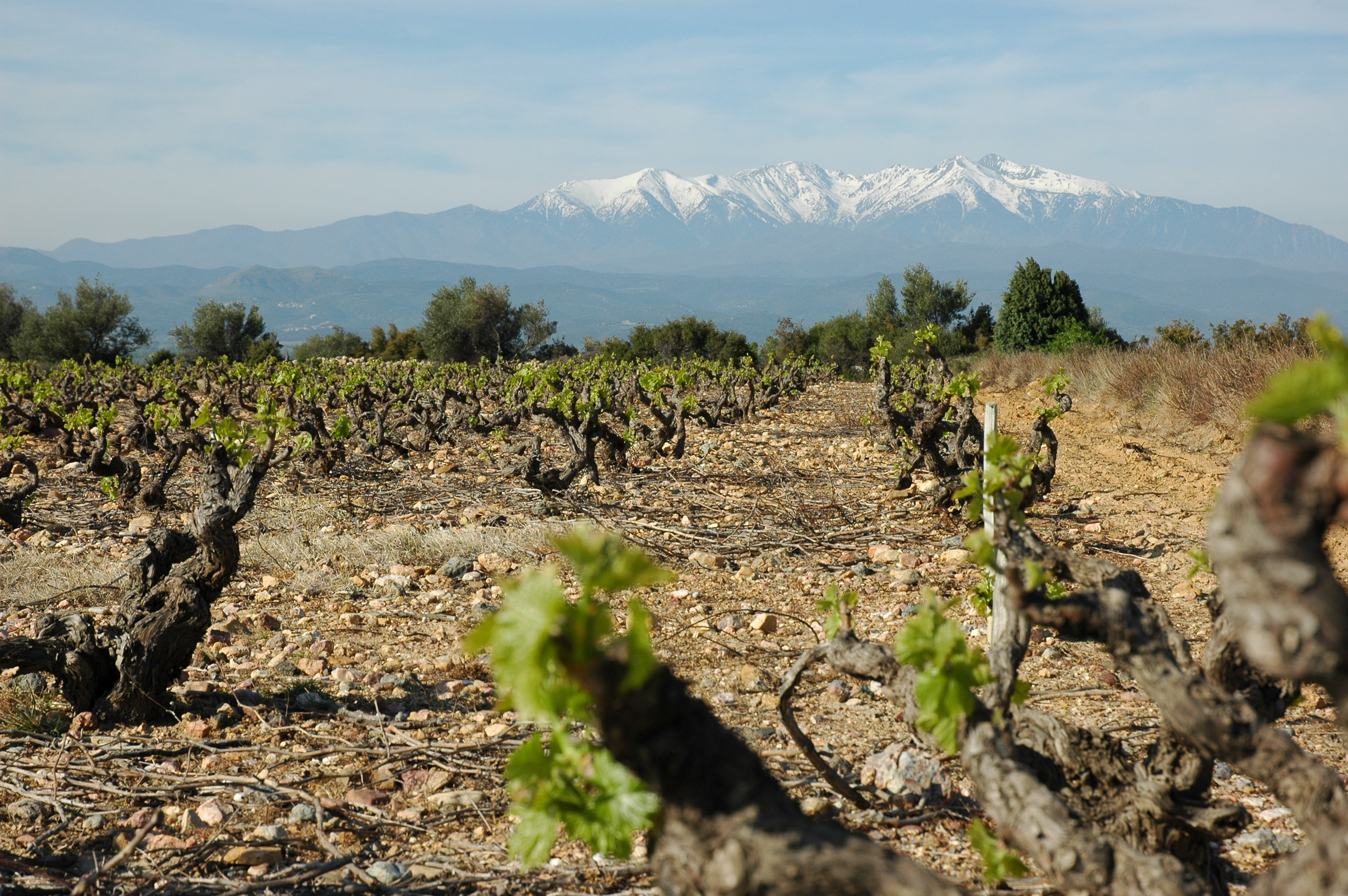
Виноградники возле Рибезальтес с видом на гору Каниго
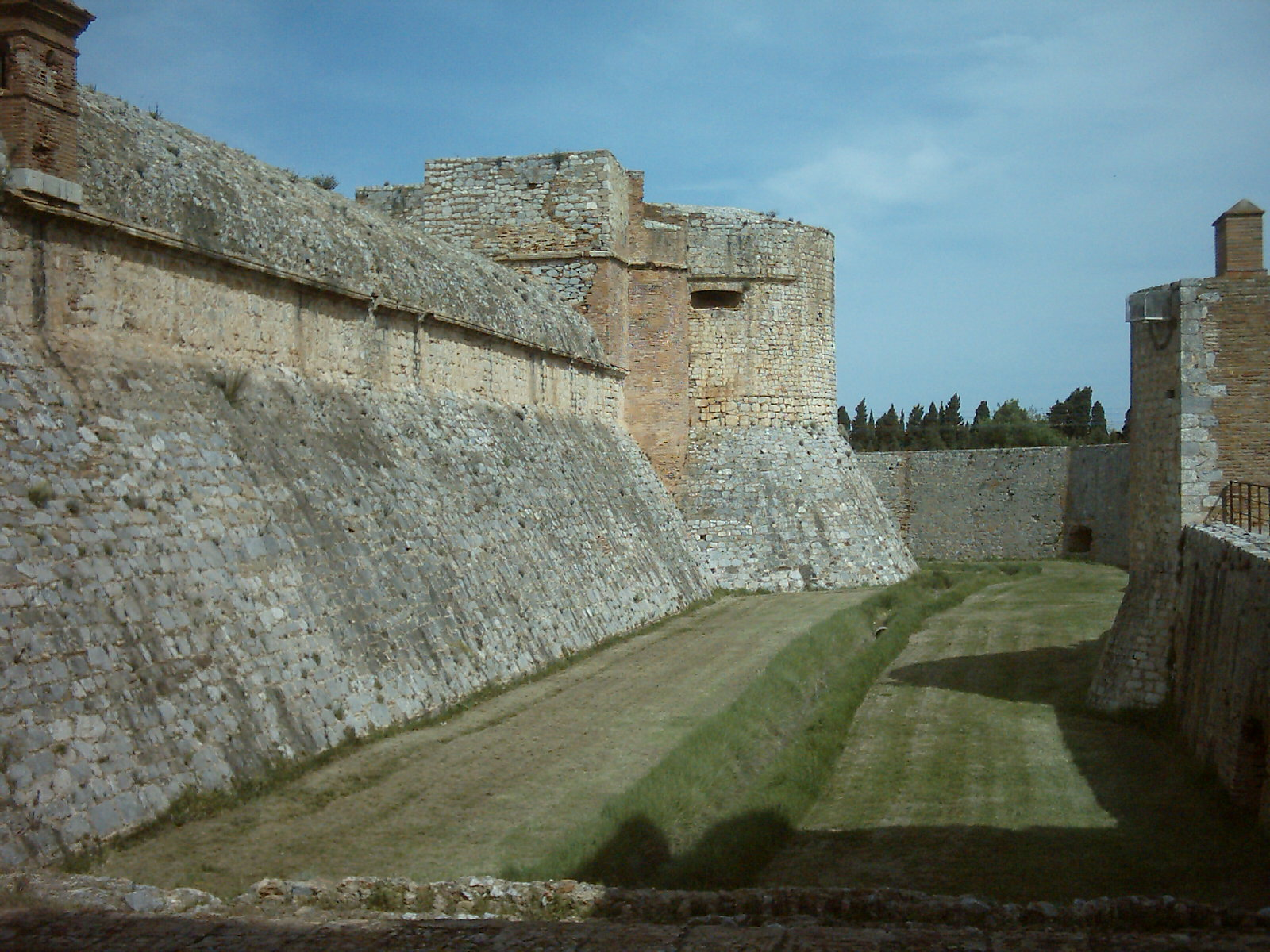
Замок Сальз-лё-Шато
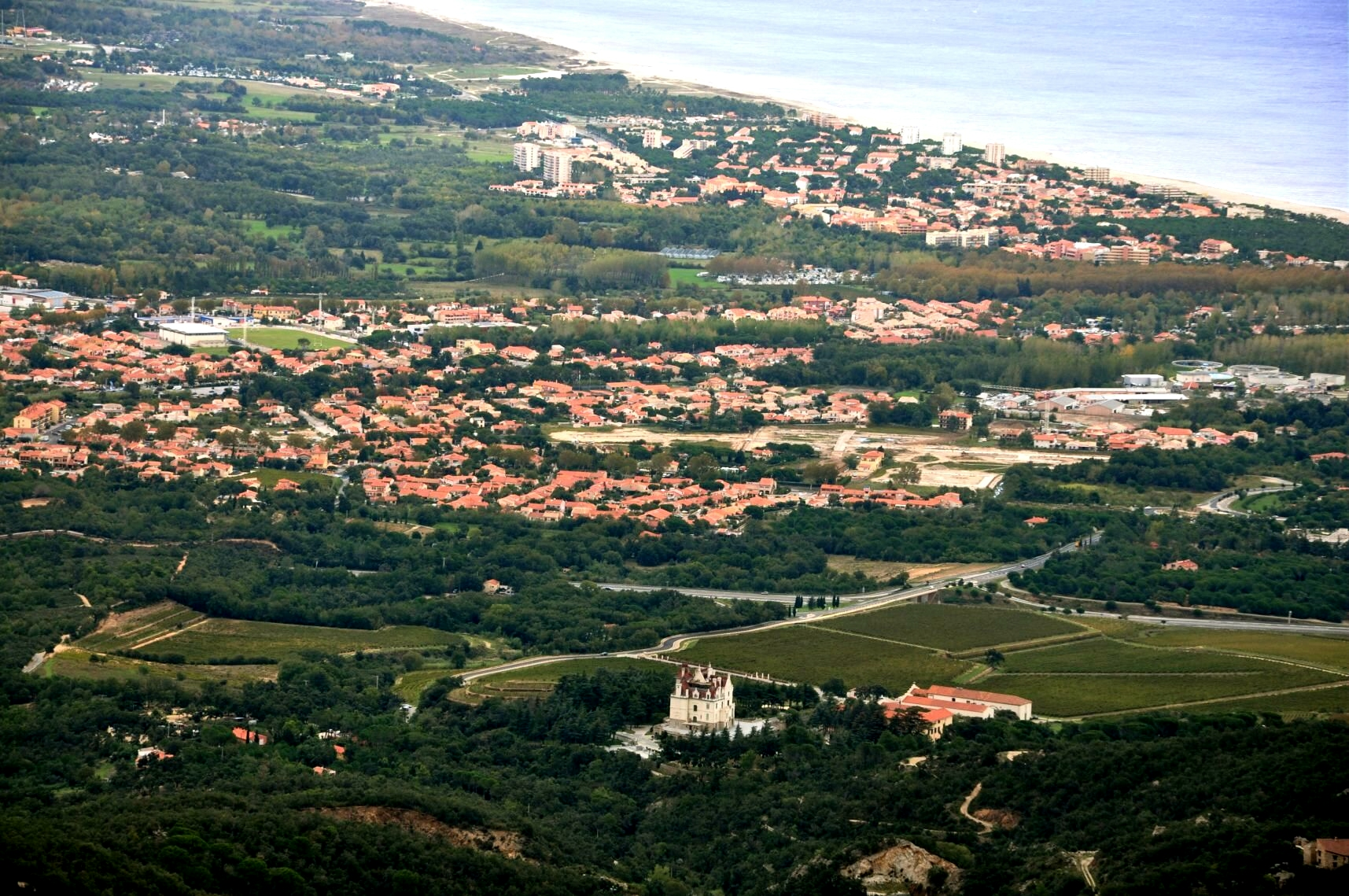
Аржелес-сюр-Мер